# Nitrosylschwefelsäure
Nitrosylschwefelsäure ist eine chemische Verbindung mit der Formel (NO)HSO4. Das Salz ist eine Quelle des Nitrosylions (NO+) und gehört zur Gruppe der Hydrogensulfate.

## Vorkommen

Ionische Form der Nitrosylschwefelsäure

Nitrosylschwefelsäure entsteht zum Beispiel bei der Reinigung von Abgasen (Rauchgas) aus der metallverarbeitenden Industrie, wenn Nassreinigungsverfahren mit Schwefelsäure eingesetzt werden.

## Gewinnung und Darstellung
Nitrosylschwefelsäure entsteht bei der Reaktion von Stickoxiden mit konzentrierter Schwefelsäure (z. B. als Nebenprodukt beim Bleikammerverfahren). Es kann auch durch Reaktion von Salpetriger Säure mit Schwefelsäure oder durch Einleiten von Schwefeldioxid in Salpetersäure gewonnen werden.
{\displaystyle \mathrm {HNO_{2}+\ H_{2}SO_{4}\longrightarrow \ NOHSO_{4}+\ H_{2}O} }
{\displaystyle \mathrm {SO_{2}+\ HNO_{3}\longrightarrow \ NOHSO_{4}} }

## Verwendung
Nitrosylschwefelsäure wird verwendet:
- zur Herstellung von Caprolactam, Farbstoffen und Schädlingsbekämpfungsmitteln
- zur Diazotierung von Aminen (als Ersatz für Nitrosylschwefelsäure können dabei auch andere NO+ liefernde Verbindungen wie Nitrosyltetrafluoroborat [NO]BF4 oder Nitrosylchlorid benutzt werden).